# Adolf Weiß
Adolf Weiß von Tessbach (4. března 1831 Velké Losiny – 21. května 1900) byl rakouský a český šlechtic z rodu Weissů z Tessebachu a politik, v 2. polovině 19. století poslanec Říšské rady.

## Biografie

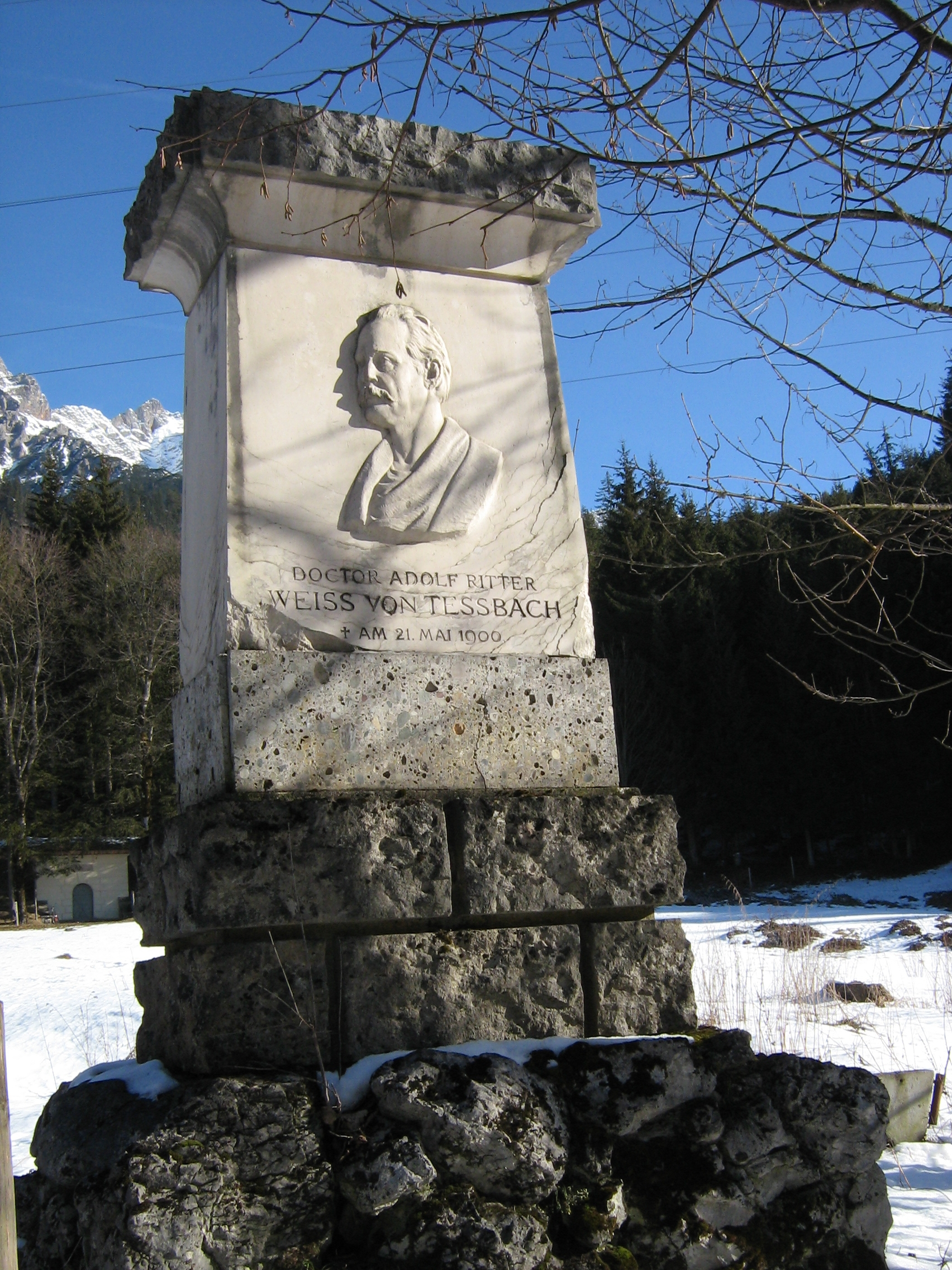
Památník Dr. Adolfa rytíře Weiße von Tessbach v rakouském Saalfeldenu

Jeho otcem byl Ignác Weiss, knížecí lesní správce ve Velkých Losinách. Adolf vystudoval práva a získal titul doktora práv. Od roku 1879 byl členem advokátní a notářské komory ve Vídni. Za právní služby a politickou činnost mu byl udělen Řád železné koruny a Řád rytíře železného kříže. V době před rokem 1880 nabyl statky Pacov, Budislav u Soběslavi a Těchobuz u Pacova. V roce 1886 byl povýšen na rytíře (predikát z Tessbachu), přičemž předtím užíval z nejasných důvodů predikát ze Seidleru. Jeho synem byl Adolf Weiß mladší (1868–1925). Oba publikovali několik básnických sbírek.
V zemských volbách v roce 1872 byl zvolen na Český zemský sněm za kurii velkostatkářskou, nesvěřenecké velkostatky. Do sněmu se dostal v rámci majetkových machinací (tzv. chabrus), kdy se uměle zvyšoval počet oprávněných voličů ve velkostatkářské kurii ve prospěch provídeňských sil. Získal tehdy statky Těchobuz a Pacov. Do sněmu se vrátil roku 1880.
Zemský sněm ho roku 1872 delegoval i do Říšské rady (celostátní parlament, volený nepřímo zemskými sněmy). Složil slib 7. května 1872. Uspěl i v prvních přímých volbách do Říšské rady roku 1873 za velkostatkářskou kurii v Čechách. Mandát obhájil ve volbách do Říšské rady roku 1879. Patřil do frakce ústavověrného velkostatku, která se profilovala centralisticky a provídeňsky. Na Říšské radě se v říjnu 1879 uvádí jako člen staroněmeckého Klubu liberálů (Club der Liberalen).